# Alberta Santuccio
Alberta Santuccio (* 22. Oktober 1994 in Catania) ist eine italienische Degenfechterin.

## Erfolge
Alberta Santuccio, die für die Gruppo Sportivo Fiamme Oro der Polizia di Stato antritt, gab im September 2008 beim Weltcup in Kiew ihr internationales Debüt. Zwei Jahre später vertrat sie Italien bei den Olympischen Jugend-Sommerspielen und gewann im Einzelwettbewerb die Silber- sowie im gemischten Mannschaftswettbewerb die Goldmedaille. Ihre ersten größeren Erfolge im Erwachsenenbereich gelangen der Rechtshänderin 2015 bei den Europaspielen in Baku. Dort belegte sie mit der Mannschaft den dritten Platz, womit sie die Bronzemedaille erhielt.
Bei den 2021 ausgetragenen Olympischen Spielen 2020 in Tokio gehörte Santuccio ebenfalls zum Aufgebot der italienischen Mannschaft. In dieser Konkurrenz bildete sie mit Rossella Fiamingo, Mara Navarria und Federica Isola ein Team. Mit 33:31 setzten sie sich in der ersten Runde gegen die unter dem Namen „ROC“ startende russische Équipe durch, ehe gegen Estland im Halbfinale mit 34:42 eine Niederlage folgte. Im Duell um die Bronzemedaille trafen die Italienerinnen auf die chinesische Mannschaft, gegen die dank eines 23:21-Erfolges Santuccio, Fiamingo, Navarria und Isola der Medaillengewinn gelang. 2022 wurde sie in Antalya mit der Mannschaft bei den Europameisterschaften Vizeeuropameisterin. Bei den Olympischen Spielen 2024 in Paris gewann sie mit dem Team die Goldmedaille.
Sie studierte Psychologie an der Universität Catania.